# میزوکی آیبا
میزوکی آیبا (ژاپنی: 饗庭 瑞生؛ زادهٔ ۳ مهٔ ۱۹۹۷) یک بازیکن فوتبال اهل ژاپن است.
از باشگاه‌هایی که در آن بازی کرده‌است می‌توان به باشگاه فوتبال بلاوبلیتز آکیتا اشاره کرد.